# Yvonne Astruc
Yvonne Astruc (Asnières-sur-Seine (Illa de França), 27 d'abril, 1889 - París, 17 d'octubre, 1980), va ser una pianista francesa .

## Biografia
Va començar estudiar la música als cinc anys i el 1906 va ingressar a la classe de violí d'Augustin Lefort al Conservatori de París, on va obtenir un 1r premi el 1909.
Com a intèrpret, va debutar a París abans de marxar a Anglaterra i ser contractada per Henry Wood. Aleshores va gaudir d'una carrera internacional i va defensar els compositors de la seva època, sobretot interpretant Gabriel Fauré, Maurice Ravel, Florent Schmitt, Igor Stravinski, Darius Milhaud, Lili Boulanger i Georges Enesco, amb qui actua habitualment en Sonata.
El 1920, Yvonne Astruc es va casar amb el pianista Marcel Ciampi, amb qui també va tocar en concert.
Es va convertir en una figura central en l'ensenyament de la música francesa. Denominada per Alfred Cortot, va ser professora a l'École Normale de Musique de París, on va formar molts estudiants.
És la dedicada de diverses obres, de Darius Milhaud (Concertino de primavera, op. 135, 1935) i Germaine Tailleferre (Concert per a violí, 1936; Sonata per a violí i piano núm. 2, 1951), i la creadora de la Suite en cinc parts per a violí, recitador i orquestra (1925) de Georges Migot, en particular.
És oficial de la Legió d'Honor i mare del cineasta Yves Ciampi.
Yvonne Astruc va morir el 17 d'octubre de 1980 al 17è districte de París.